# John Witcher

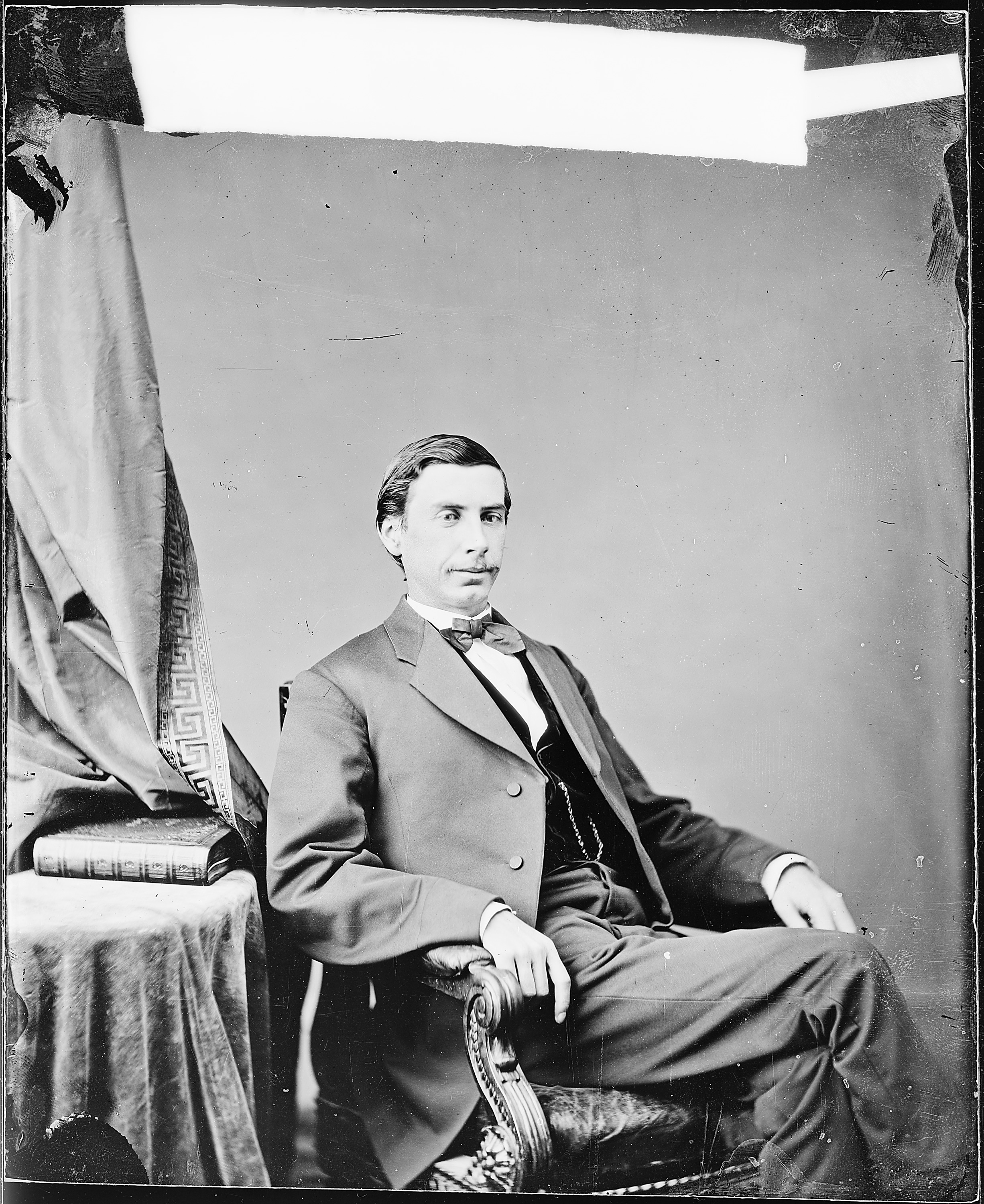
John Witcher

John Seashoal Witcher (* 15. Juli 1839 im Cabell County, Virginia; † 8. Juli 1906 in Salt Lake City, Utah) war ein US-amerikanischer Politiker. Zwischen 1869 und 1871 vertrat er den dritten Wahlbezirk des Bundesstaates West Virginia im US-Repräsentantenhaus.

## Werdegang
John Witcher wurde 1839 im Cabell County geboren, das damals noch zu Virginia gehörte und später Teil des 1863 gegründeten Staates West Virginia wurde. Er besuchte die öffentlichen Schulen seiner Heimat. Im Jahr 1861 wurde er als Verwaltungsangestellter am Bezirksgericht angestellt. Während des Bürgerkrieges stieg Witcher im Unionsheer zwischen 1861 und 1865 vom Leutnant bis zum Oberstleutnant auf. Am 30. Juni 1865 wurde er ehrenhaft aus dem Militärdienst entlassen.
Witcher wurde Mitglied der Republikanischen Partei. Im Jahr 1865 wurde er in das Abgeordnetenhaus von West Virginia gewählt; zwischen 1866 und 1869 war er als Secretary of State geschäftsführender Beamter der Staatsregierung. 1868 wurde er im dritten Distrikt von West Virginia in das US-Repräsentantenhaus in Washington, D.C. gewählt, wo er am 4. März 1869 die Nachfolge von Daniel Polsley antrat. Da er aber bei den folgenden Wahlen im Jahr 1870 dem Demokraten Frank Hereford unterlag, konnte er bis zum 3. März 1871 nur eine Legislaturperiode im Kongress absolvieren.
Nach seiner Zeit im Kongress wurde Witcher von US-Präsident Ulysses S. Grant zum Leiter der Bundesfinanzbehörde im dritten Steuerbezirk von West Virginias ernannt; dieses Amt bekleidete er zwischen dem 1. April 1871 und dem 1. Oktober 1876. Von 1878 bis 1880 war er Pensionsbeauftragter (Pension Agent) der Bundesregierung in Washington. Danach diente er im Rang eines Majors zwischen 1880 und 1899 als Zahlmeister der US Army. Seinen Lebensabend verbrachte John Witcher in Salt Lake City, wo er im Juli 1906 verstarb.